# Стомпвейк
Стомпвейк (нід. Stompwijk) — село в нідерландській провінції Південна Голландія. Входить до муніципалітету Лейдсендам-Ворбюрг.
Його площа становить 12,21 км².
Раніше мало статус окремого муніципалітету.

## Галерея

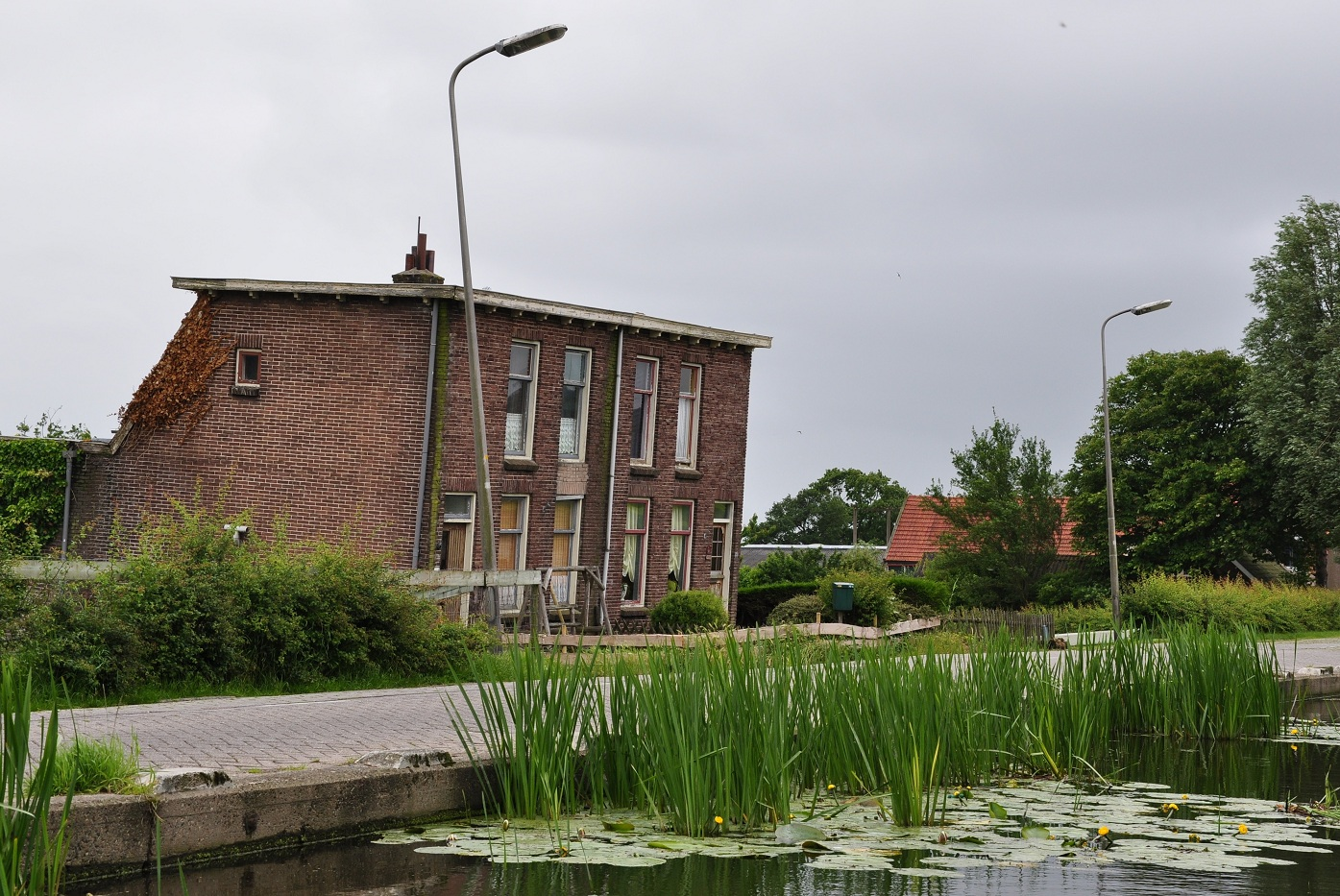